# Ovacık (district, Karabük)
Ovacık is een Turks district in de provincie Karabük en telt 3.407 inwoners (2007). Het district heeft een oppervlakte van 402,3 km². Hoofdplaats is Ovacık.
De bevolkingsontwikkeling van het district is weergegeven in onderstaande tabel.
| 1997  | 2000  | 2007  |
| ----- | ----- | ----- |
| 5.027 | 5.455 | 3.407 |